# Baixa-Chiado metróállomás
A Baixa-Chiado metróállomás a lisszaboni metró kék és zöld metróvonalán, a Baixa és Chiado negyedek között.

## Története
Az állomás 1998. április 25-én nyílt meg, amikor elindult a forgalom a zöld vonalon; a kék metróvonal peronjai 1998. augusztus 8-án nyíltak meg. 
2011. szeptember 9-én az állomás neve a Portugal Telecom (napjainkban Altice Portugal) vállalattal kötött megállapodás értelmében hivatalosan Baixa-Chiado PT Blue Station lett. Az egyezményt 2015-ben megszüntették és az állomás visszakapta eredeti nevét.
Bár már 1998-ban építettek lifteket a peronok és az aluljárószint közé, az aluljáró és a felszín közé nem építettek liftet, így az állomás nem tudta kiszolgálni a kerekesszékkel utazókat. Technikai nehézségek és a költségek csökkentése érdekében a lisszaboni önkormányzat egy 29 541 euróba kerülő lépcsőlift megépítése mellett döntött, amely végül 2015 szeptemberében állt üzembe.

## Jellemzői
Az állomás körülbelül 45 méter mélyen helyezkedik el a Rua Ivens alatt, ezzel a legmélyebb állomás a lisszaboni metró hálózatában. Innen elérhető a Baixa és a Chiado negyedek, a Santa Justa felvonó, a Convento do Carmo, a Teatro da Trinidade, a Teatro Nacional de São Carlos és a Teatro São Luiz.
Az állomás építészei terveit Álvaro Siza Vieira Pritzker-díjas építész, míg a dekorációt Ângelo de Sousa festőművész készítette. A legújabb lisszaboni metróállomásokhoz hasonlóan ez az állomás is ki tudja szolgálni a mozgássérült utasokat; több lift és mozgólépcső könnyíti meg az aluljáró és a peronok megközelítését.

## Fordítás
Ez a szócikk részben vagy egészben  az   Estação Baixa-Chiado című portugál Wikipédia-szócikk ezen változatának fordításán alapul.  Az eredeti cikk szerkesztőit annak laptörténete sorolja fel. Ez a jelzés csupán a megfogalmazás eredetét és a szerzői jogokat jelzi, nem szolgál a cikkben szereplő információk forrásmegjelöléseként.